# Oberdorf (Nidwalden)
Oberdorf es una comuna suiza del cantón de Nidwalden, se encuentra ubicada en el centro del cantón. Limita al norte con la comuna de Buochs, al este con Beckenried, al sur con Wolfenschiessen y Dallenwil, y al oeste con Stans.
Las localidades de Bühren, Gehren, Niederrickenbach y Waltersberg también forman parte del territorio comunal.
Tiene una población de 3000 personas, de las cuales el 5% es de nacionalidad extranjera (2002). Hay 150 negocios locales que emplean a 800 personas. El 30% de éstos están en el sector agrícola, el 43% en industria y comercio, y el 27% en servicios.